# مراکوتین (ناحیه ییهلاوا)
مراکوتین (به چکی: Mrákotín) یک منطقهٔ مسکونی در جمهوری چک است که در ناحیه ییهلاوا واقع شده‌است. مراکوتین ۱۸٫۲۸ کیلومتر مربع مساحت و ۹۰۵ نفر جمعیت دارد و ۵۴۵ متر بالاتر از سطح دریا واقع شده‌است.